# Тейлор, Шелли
Шелли Тейлор (англ. Shelley Elizabeth Taylor; род. 10 сентября 1946) — американский психолог, пионер областей психологии здоровья и социального познания. Доктор философии (1972), заслуженный профессор-эмерит Калифорнийского университета в Лос-Анджелесе, где преподавала с 1979 года, член Национальных Академии наук (2009) и Медицинской академии (2003) США, а также Американского философского общества (2018), членкор Британской академии (2013). Удостоена Lifetime Achievement Award Американской психологической ассоциации (2010) и BBVA Foundation Frontiers of Knowledge Award (2019), других отличий.

## Биография
Окончила Коннектикутский колледж (бакалавр психологии Magna cum Laude, 1968), в 1967 году избрана в Phi Beta Kappa. В 1972 году в Йельском университете получила степень доктора философии по психологии. С того же 1972 по 1979 год в Гарвардском университете, ассистент-профессор, с 1977 года ассоциированный профессор. С 1979 года в Калифорнийском университете в Лос-Анджелесе, ассоциированный профессор, с 1981 года полный профессор, с 2005 года заслуженный профессор, с 2013 года заслуженный исследовательский профессор, ныне заслуженный профессор-эмерит. Член Американской академии искусств и наук (2003). В 2004 году избрана в Society of Experimental Psychologists. Фелло American Academy of Political and Social Science (2006).

## Психология здоровья
Тейлор сыграла важную роль в развитии психологии здоровья, как специальности, разработав теорию когнитивной адаптации в ходе исследований, связанных с раком молочной железы.

## Позитивные иллюзии
Одна из статей Тейлор 1988 года  о пользе позитивных иллюзий для здоровья оказалась  одной из наиболее цитируемых статей по социальной психологии за всю историю.
Статья вызвала много критики со стороны других социальных психологов, в частности были приведены доказательствах того, что положительные иллюзии не могут быть адаптивными, что противоречило выводам Тейлор о том, что у больных раком с более позитивными иллюзиями уровень смертности ниже, чем у пациентов без позитивных иллюзий.
Тейлор провела аналогичные исследования для людей со СПИДом , подтвердившие её выводы о пользе позитивных иллюзий.

## Статьи
- Shelley E. Taylor, Jonathon D. Brown. Illusion and Well-Being: A Social Psychological Perspective on Mental Health (англ.) // Psyehologlcal Bulletin : журнал. — 1988. — Vol. 103, no. 2. — P. 193—210.

## Награды и отличия
- Wilbur Cross Medal[англ.] (2000)
- Tercentennial Medal Йельского университета (2001)
- William James Fellow Award[англ.] (2001)
- College Medal, Коннектикутский колледж (2003)
- Thomas M. Ostrom Award (2003)
- Distinguished Scientist Award, Society of Experimental Social Psychology[англ.] (2003)
- Distinguished Scientist Award, Positive Psychology Initiative (2003)
- Clifton Strengths Prize, Институт Гэллапа (2006, первый удостоенный)
- Lifetime Achievement Award Американской психологической ассоциации (2010)
- Patricia R. Barchas Award in Sociophysiology, American Psychosomatic Society (2011)
- Presidential Citation, Western Psychological Association[англ.] (2012)
- Scientific Impact Award, Society of Experimental Social Psychology[англ.] (2013)
- BBVA Foundation Frontiers of Knowledge Award (2019, совместно с Сьюзен Фиске)[10]